# Pàdua metróállomás
Pàdua egyike a Spanyolországban található barcelonai metró metróállomásainak.

## Metróvonalak
Az állomást az alábbi metróvonalak érintik:
- 7-es metróvonal

## Kapcsolódó állomások
Az állomáshoz az alábbi állomások vannak a legközelebb:
- Plaça Molina (7-es metróvonal)
- El Putxet (Avinguda Tibidabo, 7-es metróvonal)